# Premierzy Namibii

## Lista premierów Namibii
| Osoba | Osoba   | Osoba                        | Kadencja         | Kadencja         | Partia polityczna                             |
| #     | Portret | Imię i Nazwisko              | Od               | Do               | Partia polityczna                             |
| ----- | ------- | ---------------------------- | ---------------- | ---------------- | --------------------------------------------- |
| 1     |         | Hage Geingob (1941–2024)     | 21 marca 1990    | 28 sierpnia 2002 | Organizacja Ludu Afryki Południowo-Zachodniej |
| 2     |         | Theo-Ben Gurirab (1938–2018) | 28 sierpnia 2002 | 21 marca 2005    | Organizacja Ludu Afryki Południowo-Zachodniej |
| 3     |         | Nahas Angula (1943–)         | 21 marca 2005    | 4 grudnia 2012   | Organizacja Ludu Afryki Południowo-Zachodniej |
| (1)   |         | Hage Geingob (1941–2024)     | 4 grudnia 2012   | 21 marca 2015    | Organizacja Ludu Afryki Południowo-Zachodniej |
| 4     |         | Saara Kuugongelwa (1967–)    | 21 marca 2015    | 20 marca 2025    | Organizacja Ludu Afryki Południowo-Zachodniej |
| 5     |         | Elijah Ngurare (1970–)       | 21 marca 2025    |                  | Organizacja Ludu Afryki Południowo-Zachodniej |